# Driestreepdoosschildpad
De driestreepdoosschildpad (Cuora trifasciata) is een schildpad uit de familie Geoemydidae. De soort werd voor het eerst wetenschappelijk beschreven door Thomas Bell in 1825. Oorspronkelijk werd de wetenschappelijke naam Sternothaerus trifasciatus gebruikt.

## Uiterlijke kenmerken
Het rugschild is langwerpig van vorm, blijft relatief laag en bereikt een lengte tot ongeveer 20 centimeter. Het midden van het schild gaat geleidelijk over in de rand wat een typisch kenmerk is. Op het midden van het schild is een lage, brede kiel aanwezig, de schildkleur is diepbruin met donkere tot zwarte strepen of vlekken. Het buikschild is plat en net te kort om de achterpoten volledig te verbergen. De smalle kop is zwart aan de onderzijde en bruin aan de bovenzijde, onder het oog is een gele, donker omzoomde streep aanwezig die loopt tot in de nek. De bovenzijde van de kop van ook helder geel zijn. De onderkaak en keel zijn geel van kleur, de pootoksels zijn kenmerkend gekleurd; van helder oranje tot roze-achtig geel. In tegenstelling tot de meeste schildpadden is het mannetje niet duidelijk van het vrouwtje te onderscheiden aan een hol buikschild, maar wel aan de langere en dikkere staart.

## Verspreiding en habitat
De driestreepdoosschildpad komt voor in delen van Azië en leeft in de landen China, Hongkong en noordelijk Vietnam, mogelijk ook in Myanmar. De habitat bestaat deels uit heldere stroompjes in bergstreken op een hoogte van 50 tot 400 meter boven zeeniveau maar waarschijnlijk zijn ook andere waterige omgevingen geschikt als habitat.

## Levenswijze
De schildpad is carnivoor en leeft van regenwormen, kreeftachtigen en vissen.
De voortplanting kan in gevangenschap gedurende het gehele jaar plaatsvinden, met een piek in de lente. De paring is beschreven als gewelddadig en agressief, zoals voorkomt bij veel schildpadden. Per legsel worden twee eieren afgezet, de uitgekomen juvenielen hebben een schildlengte van ongeveer vier centimeter.